# Bajcsy-Zsilinszky út (stanice metra v Budapešti)

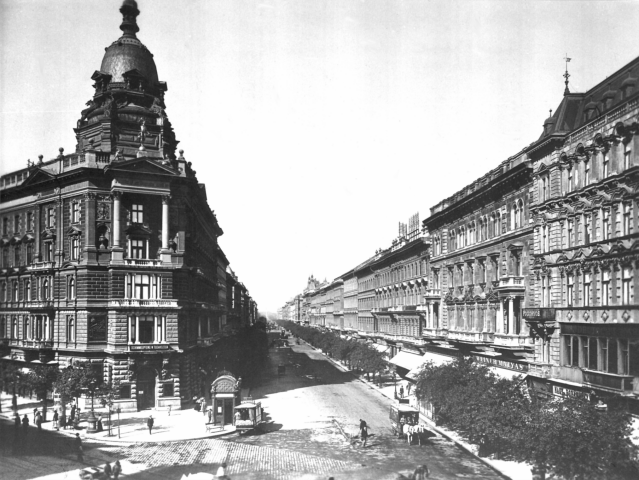
původní vstupy do stanice

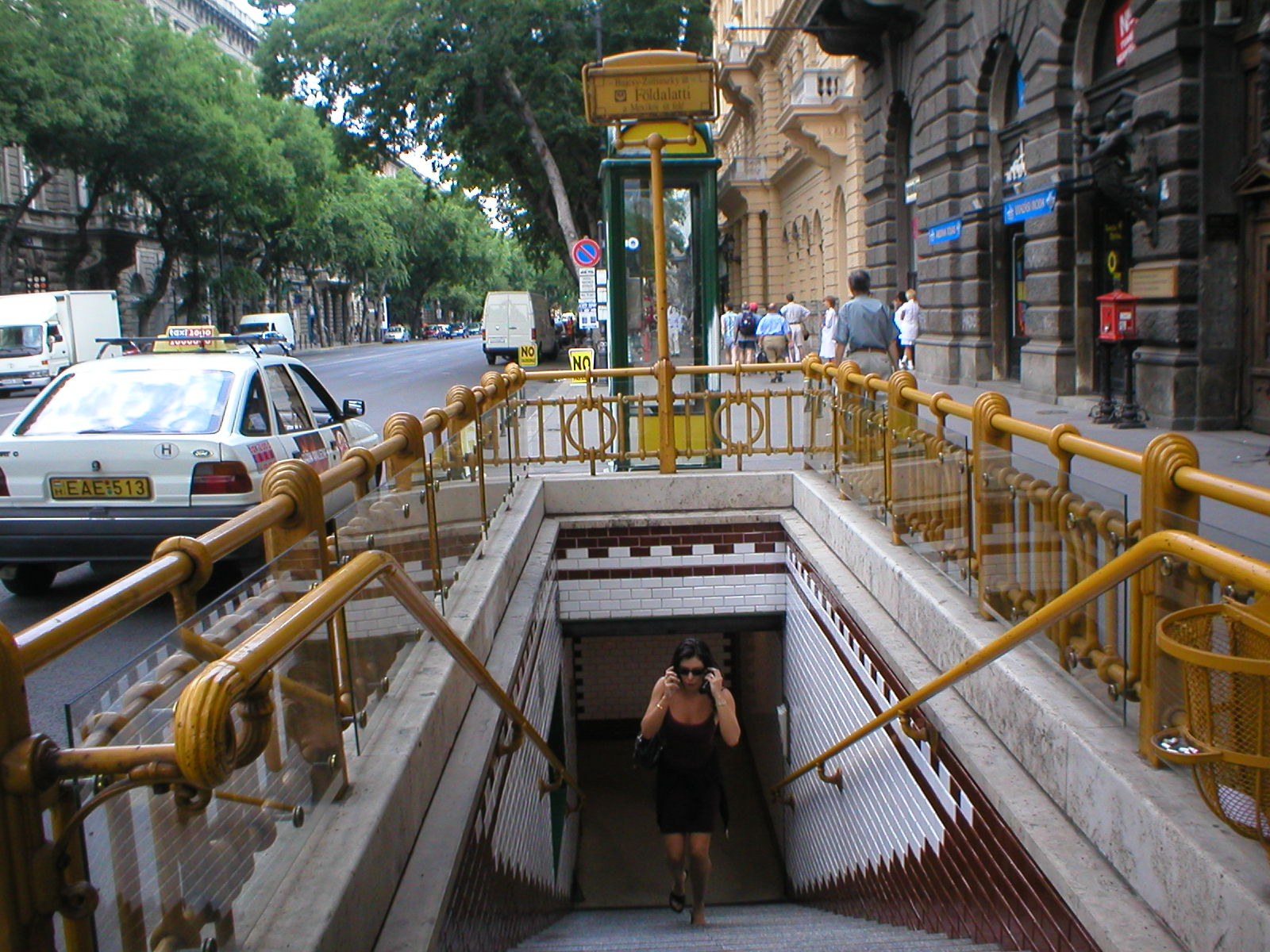
Současná podoba vstupů do stanice

Bajcsy-Zsilinszky út je stanice linky M1 budapešťského metra. Byla otevřena veřejnosti v roce 1896. Leží na křižovatce ulice Andrássy út, Bajcsy-Zsilinszky út a József Attila utca. Stanice je postavena ve stejném stylu, jako ostatní stanice na žluté lince M1.